# New Zealand State Highway 35
Der New Zealand State Highway 35 (auch State Highway 35 oder in Kurzform SH 35) ist eine Fernstraße von nationalem Rang, die dem Küstenverlauf des nordöstlichen Zipfels der Nordinsel von Neuseeland folgt.

## Strecke
Der SH 35 zweigt bei Opotiki vom New Zealand State Highway 2 ab und führt in nordöstlicher Richtung an der Küste entlang bis nahe an das Cape Runaway. Von dort folgt er weiter der Küstenlinie in östlicher Richtung mit der Raukumara Range auf der inländischen Seite. Bei Te Araroa knickt er erneut ab und führt in südlicher Richtung meist einige Kilometer von der Küste entfernt bis nach Gisborne. Dort führt er in westlicher Richtung durch den Süden der Stadt und trifft danach wieder auf den SH 2.